# Кульмский крест
Кульмский крест — в русском варианте «Знак отличия Железного креста» по аналогии со «Знаком отличия Военного ордена» (солдатский Георгиевский крест), прусская награда для всех русских участников Сражения под Кульмом.
Кульмский крест полностью идентичный по размерам и форме, от прусского ордена Железного креста Кульмский крест отличался лишь тем, что на нём не было даты и вензеля короля. К награждению этим крестом было представлено 12 066 человек, но награду смогли получить лишь 7131 выживших к 1816 году воинов.

## История
Прусский король Фридрих-Вильгельм III, который наблюдал за ходом сражения под Кульмом, объявил, что награждает всех русских гвардейцев за стойкость в бою. Единственной солдатской наградой в распоряжении прусского короля был учреждённый в том же году Железный крест, однако он давался только прусским подданным за вполне определённые воинские подвиги. Осознав, что не может наградить разом более 10 тысяч человек без принижения статуса ордена Железного креста (Железным крестом за войны 1813—1815 годов было награждено всего около 11 тысяч пруссаков), прусский король учредил особый наградной знак — Кульмский крест.
В декабре 1813 года одной из берлинских шёлковых фабрик дают приказ изготовить 12 тысяч Кульмских крестов, так как поначалу решили воспользоваться прежней идеей об изготовлении крестов из чёрной шелковой ленты с белой каймой, а для прочности укрепить ленту бумагой. Однако комиссия по учреждению Кульмского креста, осмотрев ленточные образцы, такой проект отклонила и сделала другой заказ: на солдатские кресты из железа с серебряными и бронзовыми рантами и из серебра — для офицеров.
Первые кресты изготавливались из металла трофейных кирас французских кирасир самими награждёнными после того, как они узнали о своём награждении. Сохранилось до нынешнего времени две штуки из первых самодельных крестов в Эрмитаже.

Изготовленные в Берлине, Кульмские кресты попали в Петербург только в мае 1815 года. В Россию пришло 443 офицерских креста, покрытых чёрной эмалью, и 11 120 солдатских (на них вместо эмали была чёрная краска). В апреле 1816 года на параде произошло вручение 7131 креста. Командующий Гвардейским корпусом генерал Милорадович отдал следующий приказ:
«Государь Император и Союзные монархи вместе с целой Европою отдали полную справедливость непреодолимому мужеству, оказанному войсками российской гвардии в знаменитом бою при Кульме в 17 день августа 1813 года. Но его Величество Король Прусский, желая особенно ознаменовать уважение Своё к отличному подвигу сих войск, соизволил наградить их Знаком Отличия Железного креста…»

## Описание креста
- Солдатские кресты прусского производства чеканились из тонкой жести и покрывались чёрной краской за исключением краёв на лицевой стороне. Края закрашивались серебристой краской. На плече креста было два отверстия для пришивания к мундиру. Размер — 43×43 мм. В России солдаты, ввиду того, что жестяные кресты были непрочными и быстро приходили в негодность, изготавливали для ношения кресты из свинцово-оловянного сплава по контуру, идентичному прусскому, но различной формы и методов крепежа. Размеры варьируются от 25 мм до 45 мм.
- Офицерские кресты изготавливались из листового серебра и покрыты на лицевой стороне чёрным лаком с оставленными выступающими серебряными краями. Стандартный вариант на обороте имеет булавку для крепления к мундиру. Однако существует много модификаций, изготовленных видимо по спецзаказу самими офицерами, так как внешний вид креста не регламентировался статутом. Известны экземпляры с шариками на уголках креста для пришивания к мундиру. Встречаются кресты разных размеров, с разной степенью отделки.

## Статуткреста в России
Носился Кульмский Крест на левой стороне груди вместе с орденами по требованию прусской стороны («эти знаки следует носить на левой стороне мундира, так же как орденские звезды»). Однако по статуту он стоял ниже всех других российских орденов, хотя и пользовался в России уважением как знак отличия.
Наградных документов (грамот) на Кульмский крест не выдавалось. Неопределённость в статуте награды продолжалась длительное время, пока Николай I не уравнял её с российской медалью.

В 1827 год государь издал разъяснение в императорском указе от 20 апреля 1827 года:
«По встретившемуся вопросу: следует ли нижних чинов, имеющих Знак отличия Прусского Железного креста, за маловажные вины наказывать телесно без суда? — Государь Император Высочайше повелеть соизволил: Знак отличия Прусского Железного креста считать наравне с Российскими медалями».
Розданные союзным войскам кресты не подлежали возвращению по смерти награждённых: они оставались в той части, где он служил.